# Republic New York
O Republic New York era um banco residido na cidade de Nova York nos Estados Unidos.  
Foi fundado em 1966 por Edmond Safra, com um capital de onze milhões de dólares, que foi reconhecido internacionalmente como o primeiro banco dos Estados Unidos em transações de ouro e metais preciosos. Mais tarde, filiais do Republic foram estabelecidas em Londres, Paris e em Genebra. E assim o Republic ficou incluído tanto nas  bolsas de valores da América como nas da Europa. O Republic National Bank, com oitenta e oito agências espalhadas por todo o mundo, se tornou o terceiro maior banco da região metropolitana de Nova York, atrás de Citigroup e Chase Manhattan. Em 1988, ele fundou o Safra Republic Holdings S. A. Republic, uma holding bancária. Em 1999, Safra vendeu seu império bancário para o HSBC.No inicio dos anos noventa a fortuna de Safra foi avaliada pela Forbes em 2,5 bilhões de dolares colocando-o na 199º lugar na lista de bilhõnarios.